# Donbas Arena
Donbas Arena (ukrajinsky Донбас Арена) je fotbalový stadion v ukrajinském městě Doněck. Jeho název je odvozen od oblasti Donbas, ve kterém se město nachází. Byl domácím hřištěm předního ukrajinského fotbalového klubu Šachtar Doněck. V roce 2012 se zde konalo Mistrovství Evropy.

## Historie
Design stadionu navrhl renomovaný britský ateliér Arup, mezi jehož nejslavnější projekty patří opera v Sydney, Allianz Arena nebo londýnská 30 St Mary Axe. Stavba stadionu byla zahájena v roce 2006. Hlavním dodavatelem byla turecká společnost ENKA.
Přestože stavební práce byly dokončeny ještě před termínem, otevření stadionu bylo odloženo, aby korespondovalo s ukrajinským dnem horníků. O slavnostní otevření stadionu se postarala americká zpěvačka Beyoncé. Prvním fotbalovým utkáním byl zápas 8. kola ukrajinské ligy mezi domácím Šachtarem a FK Obolon Kyjev, který skončil výsledkem 4:0.
V září 2014 a 2022 byl stadion během války na východní Ukrajině poškozen granáty.

## EURO 2012
Donbas Arena byla potvrzena jako jeden ze stadionů pro EURO 2012. Odehrály se zde 3 zápasy základní skupiny D, jeden zápas čtvrtfinále a jedno semifinále.
| Datum           | Čas (SELČ) | Tým #1                           | Výsledek            | Tým #2             | Kolo        | Reference |
| --------------- | ---------- | -------------------------------- | ------------------- | ------------------ | ----------- | --------- |
| 11. června 2012 | 1800       | Francie 39' Nasri                | 1:1                 | Anglie 30' Lescott | Skupina D   | Report    |
| 15. června 2012 | 2045       | Francie 53' Ménez 56' Cabaye     | 2:0                 | Ukrajina           | Skupina D   | Report    |
| 19. června 2012 | 2045       | Anglie 48' Rooney                | 1:0                 | Ukrajina           | Skupina D   | Report    |
| 23. června 2012 | 2045       | Španělsko 19' 90+1'(pen.) Alonso | 2:0                 | Francie            | Čtvrtfinále | Report    |
| 27. června 2012 | 2045       | Portugalsko                      | 0:0 prodl. 2:4 pen. | Španělsko          | Semifinále  | Report    |